# Fort du Questel
Pour les articles homonymes, voir Questel.

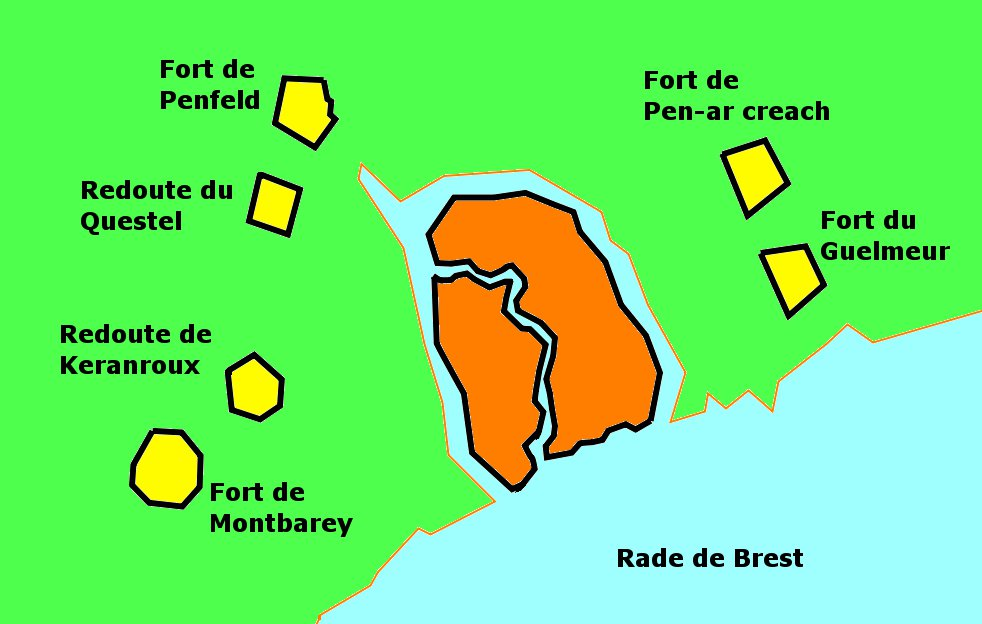
La ceinture de forts entourant Brest côté terre

Le fort du Questel est une « redoute » située à Brest. C'est un ouvrage fortifié de type Sébastien Le Prestre de Vauban, fermé et de forme carrée, dont l’entrée ou gorge est placée sur le côté le moins exposé. Ce vaste quadrilatère de 100 mètres de côté est situé entre le fort de Kéranroux (1,5 km au sud) et le fort de Penfeld (1 km au nord-est).
Le fort du Questel surveille la croisée des vallons du Moulin du Buis où pouvait s’établir l’ennemi pour bombarder la ville et le port de Brest. Entouré de fossés profonds et accessible par un pont-levis, il est composé d’une muraille maçonnée (escarpe), surmonté d’un chemin de ronde destiné aux mousquetaires. Ce chemin est lui-même dominé par un rempart de terre, en retrait, destiné à supporter l’artillerie (26 canons au total, portant à 4,5 km).
La garnison en place, environ 200 hommes, avait accès à différentes galeries dont deux grands souterrains qui relient la cour centrale aux chemins de ronde. On notera également la présence de lieux d’aisance, ce qui, à l’époque de Vauban, restait encore un privilège.
Construit sur un site de six hectares, le fort du Questel domine la vallée de l'Allégoet, ruisseau affluent de la Penfeld. Ce site fait aujourd'hui partie d'un ensemble d'espaces naturels réaménagés qui mènent jusqu'aux rives de Penfeld par un circuit passant au pied de l'hôpital de la Cavale Blanche.
Sur place, la forteresse offre des promenades à travers ses douves vertes bien abritées, ses souterrains, ses escaliers, ses escarpes et contrescarpes, son esplanade et ses frais sous-bois tout proches.

## Galerie photos

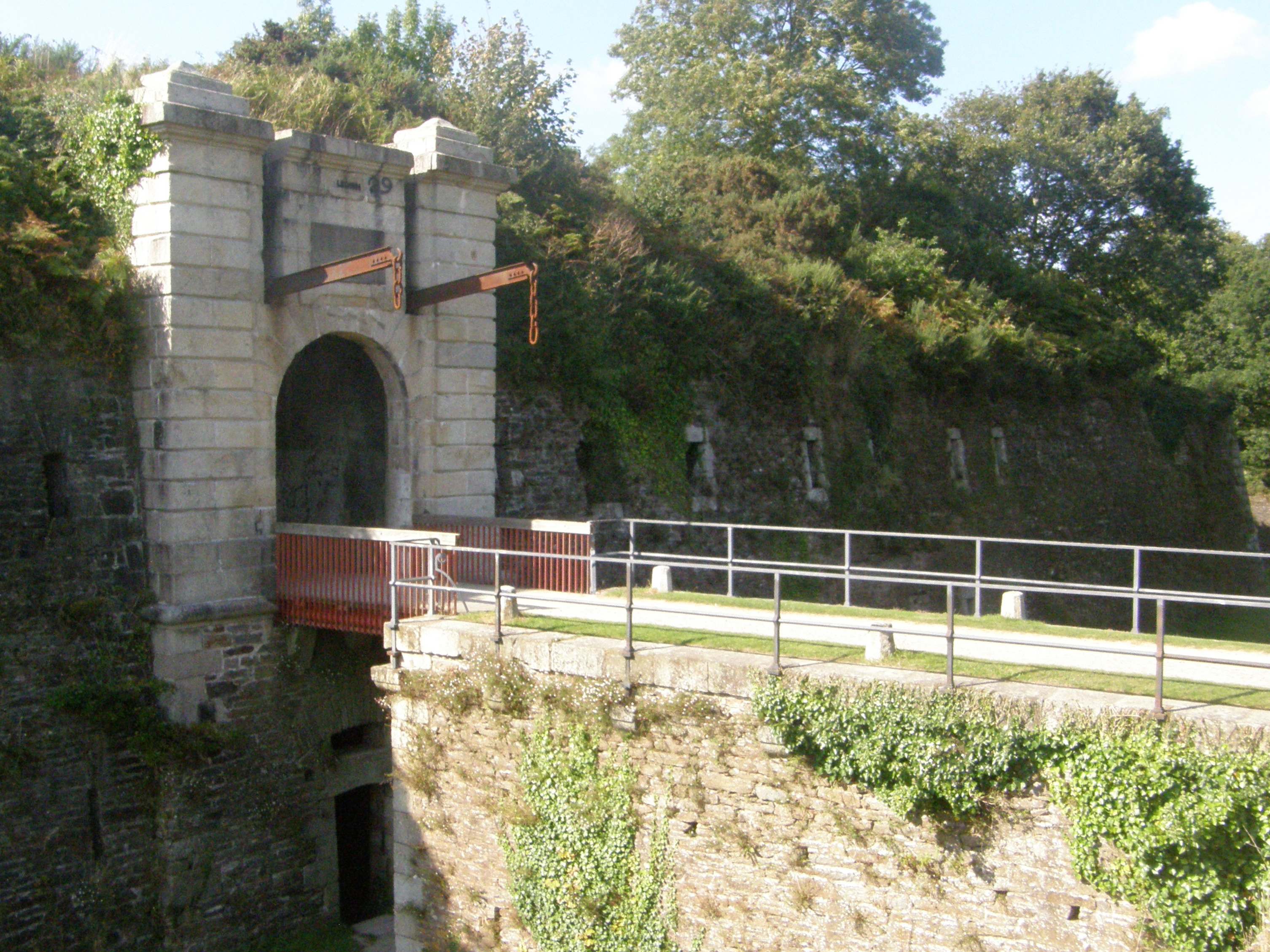
La porte d'entrée du fort
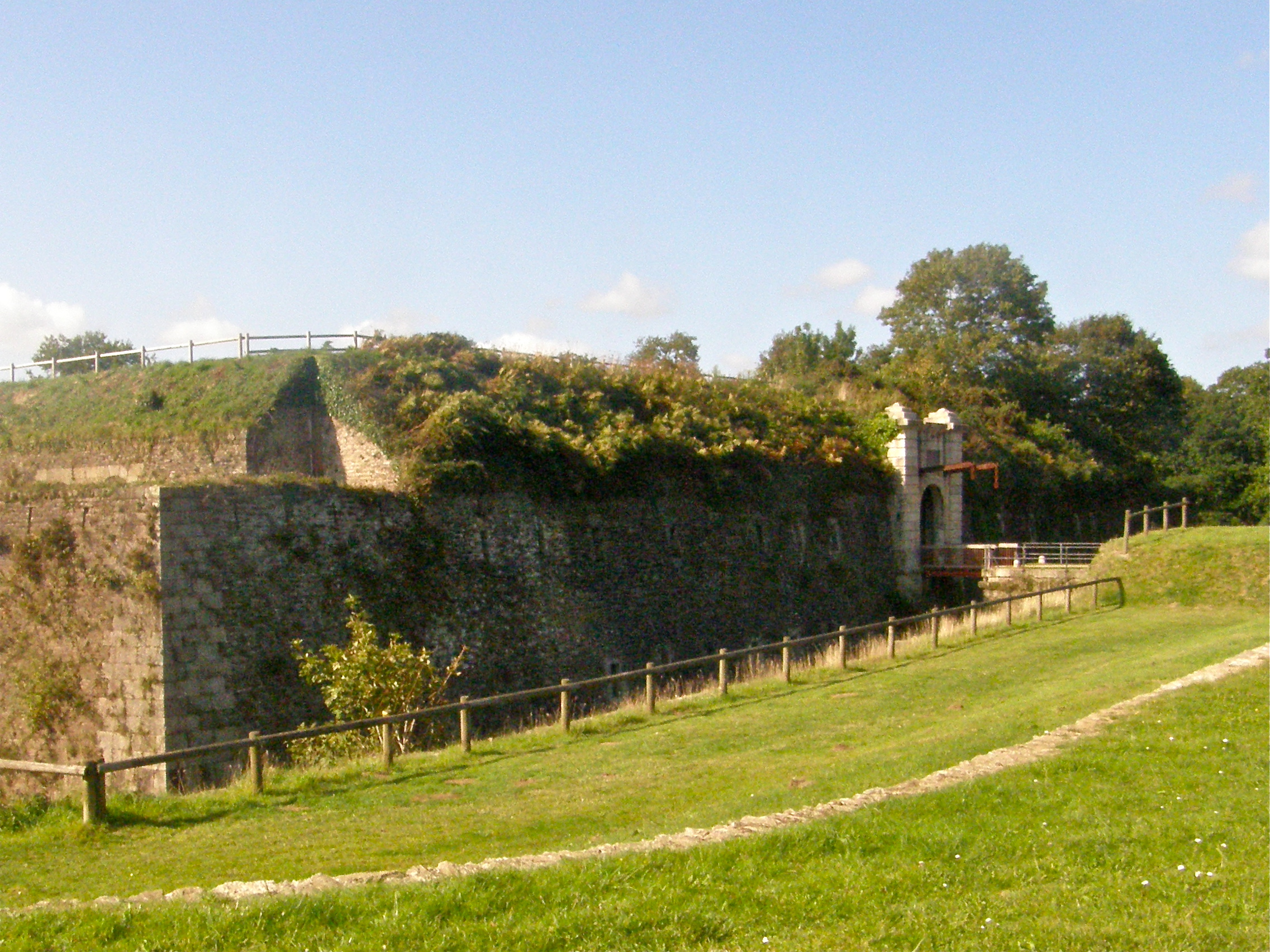
Côté est du fort (1783)